# مورهدسیتی (کارولینای شمالی)
مورهاد سیتی (به انگلیسی: Morehead City) شهری در ایالت کارولینای شمالی کشور ایالات متحده آمریکا است که جمعیت آن در سرشماری سال ۲۰۱۰ میلادی، ۸٬۶۶۱ نفر بوده‌است.